# Henri Clément
Pour les articles homonymes, voir Clément.
Henri Clément est un homme politique français, né le 20 mars 1737 à Billy-sous-les-Côtes (duché de Bar) et mort à une date inconnue.

## Biographie
Cultivateur, il est député de la Meuse de 1791 à 1792, siégeant dans la majorité.

## Sources
- « Henri Clément », dans Adolphe Robert et Gaston Cougny, Dictionnaire des parlementaires français, Edgar Bourloton, 1889-1891 [détail de l’édition]
- Ressource relative à la vie publique :   - Base Sycomore